# Hrelivka, Șarhorod
Hrelivka (în ucraineană Грелівка) este un sat în comuna Sloboda-Șarhorodska din raionul Șarhorod, regiunea Vinnița, Ucraina.

## Demografie
Componența lingvistică a localității Hrelivka
     Ucraineană (100%)
Conform recensământului din 2001, toată populația localității Hrelivka era vorbitoare de ucraineană (100%).